# 판타지오 뮤직의 음반
이 문서는 판타지오 뮤직에서 발매한 음반 목록이다.

## 2010년대
- 2012년 5월 9일 헬로비너스 - VENUS
- 2012년 7월 4일 헬로비너스 - [Digital Single] 파도처럼
- 2012년 12월 12일 헬로비너스 - 오늘 뭐해?
- 2013년 5월 2일 헬로비너스 - 차 마실래?
- 2013년 8월 13일 헬로비너스 - HELLOVENUS Live Album 2013
- 2013년 8월 22일 앨리스 - [Digital Single] 사로잡아요[1]
- 2013년 9월 2일 헬로비너스 - 방과후 복불복 OST Part.2[2]
- 2014년 11월 6일 헬로비너스 - 끈적끈적
- 2014년 11월 25일 서프라이즈 - [Digital Single] From My Heart
- 2015년 1월 5일 헬로비너스 - [Digital Single] 위글위글[3]
- 2015년 7월 22일 헬로비너스 - 난 예술이야
- 2015년 10월 28일 서프라이즈 - [Japan Digital Single] 5urprise Flight
- 2015년 12월 17일 최유정, 김도연, 정해림, 이수민 - [Digital Single] PICK ME[4]
- 2016년 2월 23일 아스트로 - Spring Up
- 2016년 3월 19일 최유정, 김도연 - 35 Girls 5 Concepts[5]
- 2016년 5월 10일 헬로비너스 - [Digital Single] HELLOVENUS X DEVINE CHANNEL Part.1:Glow (빛이 내리면)
- 2016년 7월 1일 아스트로 - Summer Vibes
- 2016년 7월 18일 헬로비너스 - [Digital Single] Paradise'
- 2016년 8월 10일 서프라이즈 - [Japan Digital Single] Shake It Up
- 2016년 8월 29일 최유정 - [Digital Single] 꽃,바람 그리고 너[6]
- 2016년 11월 1일 헬로비너스 - [Digital Single] Runway
- 2016년 11월 10일 아스트로 - Autumn Story
- 2017년 1월 11일 헬로비너스 - Mystery Of Venus
- 2017년 1월 27일 최유정 - [Digital Single] 골든 탬버린[7]
- 2017년 2월 22일 아스트로 - Winter Dream
- 2017년 3월 9일 옹성우 - [Digital Single] 나야 나 (PICK ME)[8]
- 2017년 3월 18일 서프라이즈 U - 트레니즈 OST
- 2017년 5월 6일 옹성우 - [Digital Single] 나야 나 (PICK ME) (Piano Ver.)[9]
- 2017년 5월 29일 아스트로 - Dream Part.01
- 2017년 7월 8일 서프라이즈 U - [Digital Single] Rest Your Head
- 2017년 7월 15일 서프라이즈 U - I Do
- 2017년 8월 8일 위키미키 - WEME
- 2017년 11월 1일 아스트로 - Dream Part.02
- 2017년 11월 13일 문빈, MJ - [Digital Single] Fly Day[10]
- 2018년 1월 3일 앨리스 - [Digital Single] FM201.8-01Hz:재미없을 나이
- 2018년 1월 10일 아스트로 - Dream Part.02 With
- 2018년 1월 11일 위키미키 - [Digital Single] Butterfly (2018 PyeongChang Winter Olympics Special)
- 2018년 1월 29일 아스트로 - [Digital Single] 투유 프로젝트 - 슈가맨2 Part.3[11]
- 2018년 2월 7일 윤산하 - [Digital Single] FM201.8-02Hz:잘 알지도 못하면서[12]
- 2018년 2월 21일 위키미키 - Lucky
- 2018년 3월 30일 서영, 여름 - [Digital Single] FM201.8-03Hz:너에게 달려
- 2018년 4월 9일 위키미키 - [Digital Single] 투유 프로젝트 - 슈가맨2 Part.12[13]
- 2018년 4월 30일 지수연, 문빈 - [Digital Single] FM201.8-04Hz:언어 영역
- 2018년 5월 23일 진진 - [Digital Single] FM201.8-05Hz:Like a King
- 2018년 6월 1일 우주미키[14] - [Digital Single] 짜릿하게
- 2018년 6월 6일 앨리스 - 훈남정음 OST Part.3
- 2018년 6월 27일 리나 - [Digital Single] FM201.8-06Hz:집 앞[15]
- 2018년 7월 24일 아스트로 - Rise Up
- 2018년 7월 31일 라임 - [Digital Single] FM201.8-07Hz:Miss You
- 2018년 8월 3일 위키미키 - 내 아이디는 강남미인) OST Part.1[16]
- 2018년 8월 30일 MJ (가수), 루시 - [Digital Single] FM201.8-08Hz:오늘처럼
- 2018년 8월 31일 차은우 - 내 아이디는 강남미인) OST Part. 7
- 2018년 9월 8일 위키미키 - [Digital Single] tvN 300 x NC 피버뮤직 - EP2[17]
- 2018년 10월 2일 차은우 - [Digital Single] 네 꿈이 좋아[18]
- 2018년 10월 11일 위키미키 - [Digital Single] KISS, KICKS
- 2018년 10월 28일 엘리 - 하나뿐인 내편 OST Part.7
- 2018년 10월 31일 세이 - [Digital Single] FM201.8-10Hz:너도 나처럼[19]
- 2018년 11월 10일 앨리스 - '하나뿐인 내편 OST Part.9
- 2018년 11월 30일 라키 - [Digital Single] FM201.8-11Hz:별[20]
- 2018년 12월 13일 헬로비너스, 아스트로, 위키미키 - [Digital Single] FM201.8-11Hz:All I Want
- 2018년 12월 24일 아스트로 - [Digital Single] Merry-Go-Round (Christmas Edition)
- 2019년 1월 16일 아스트로 - All Light
- 2019년 2월 5일 MJ - 하나뿐인 내편 OST Part.28
- 2019년 2월 28일 앨리스 - [Digital Single] Eden_Stardust.10[21]
- 2019년 3월 21일 한기찬 - [Digital Single] _지마 (X1-MA)[22]
- 2019년 5월 14일 위키미키 - [Digital Single] LOCK END LOL
- 2019년 6월 11일 옹성우 - [Digital Single] Heart Sign[23]
- 2019년 6월 14일 MJ, 진진, 라키 - [Digital Single] ASTRO the 2nd ASTROAD to Seoul [STAR LIGHT]
- 2019년 8월 5일 옹성우 - 열여덟의 순간 OST Part.2
- 2019년 8월 8일 위키미키 - WEEK END LOL
- 2019년 9월 18일 차은우 - 신입사관 구해령 OST Part.6
- 2019년 11월 20일 아스트로 - Blue Flame

## 2020년대
- 2020년 1월 9일 옹성우 - [Digital Single] WE BELONG
- 2020년 2월 20일 위키미키 - [Digital Single] DAZZLE DAZZLE
- 2020년 2월 23일 아스트로 - ONE&ONLY
- 2020년 2월 27일 윤산하 - 낀대:끼인세대 OST Part.1
- 2020년 3월 25일 옹성우 - LAYERS
- 2020년 4월 3일 MJ - 유별나! 문셰프 OST Part.3
- 2020년 5월 4일 아스트로 - GATEWAY
- 2020년 5월 12일 옹성우 - [Digital Single] 아무런 말들도[24]
- 2020년 6월 18일 위키미키 - HIDE and SEEK
- 2020년 6월 28일 아스트로 - [Digital Single] 아니 그래
- 2020년 9월 14일 문빈&산하 - IN-OUT
- 2020년 9월 29일 라키 - 독고빈은 업뎃중 OST Part.4
- 2020년 10월 8일 위키미키 - NEW RULES
- 2020년 10월 24일 옹성우 - 경우의 수 OST Part.6
- 2020년 10월 27일 위키미키 - 솔로 말고 멜로 OST
- 2020년 11월 11일 위키미키 - [Digital Single] 산막이옛길을 달리는 소녀
- 2020년 12월 31일 아스트로 - [Digital Single] We Still (Be With U)
- 2021년 2월 3일 차은우 - 여신강림 OST Part.8
- 2021년 4월 5일 아스트로 - All Yours
- 2021년 8월 2일 아스트로 - SWITCH ON
- 2021년 9월 2일 아스트로 - [Digital Single] Alive
- 2021년 11월 3일 MJ - [Digital Single] Happy Virus
- 2021년 11월 18일 위키미키 - I AM ME.
- 2021년 11월 30일 차은우 - 상수리나무 아래 OST Part.1
- 2021년 12월 17일 위키미키 - 펌킨타임 OST[25]